# 볼가 독일인 자치 소비에트 사회주의 공화국

볼가 독일인 소비에트 사회주의 자치 공화국의 국기

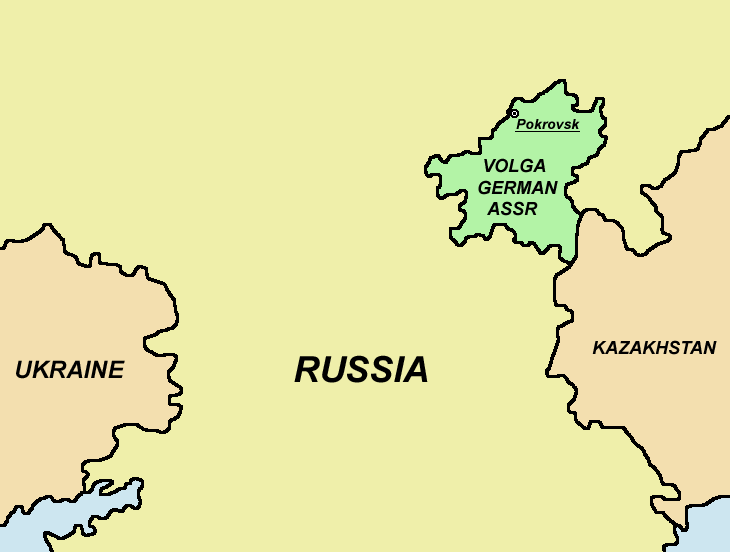
북캅카스 지도

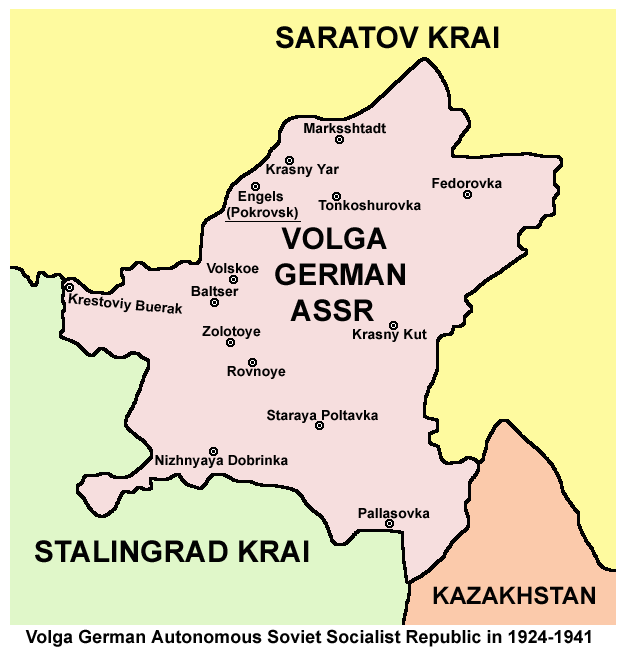

볼가 독일인 자치 소비에트 사회주의 공화국 (
독일어: Autonome Sozialistische Sowjet-Republik der Wolga-Deutschen 아우토노메 소치알리스티셰 소볘트-레푸블리크 데어 볼가-도이첸[*], 러시아어: Автономная Советская Социалистическая Республика Немцев Поволжья 압토놈나야 소베츠카야 소치알리스티체스카야 레스푸블리카 넴체프 포볼지야[*])은 1918년 10월 19일부터 1941년 8월 28일까지 존재한 소비에트 연방의 자치 공화국이다.

## 지리
이 지역은 프리볼시스키 연방관구에 속한다. 수도는 옌겔스(1931년까지는 포크롭스크)에 있었다. 볼가강의 동안(東岸)에 위치했으나, 서안(西岸)에도 영역이 일부 있었다. 면적은 약 2만km2였다.

## 인구
러시아 혁명 후에도 볼가 독일인의 76%가 루터파(派) 기독교를 믿었기 때문에 무신론을 내세우는 소비에트 정부와 마찰을 빚어, 많은 목사들이 시베리아의 강제 수용소로 끌려갔다.
- 1939년 인구통계 (총인구 606,352명)
  - 볼가 독일인 - 366,685명 (60.5%)
  - 러시아인 - 156,027명 (25.7%)
  - 우크라이나인 - 58,248명 (9.6%)
  - 카자흐인 - 8,988명 (1.5%)
  - 타타르인 - 4,074명 (0.7%)
  - 모르도바인 - 3,048명 (0.5%)
  - 벨라루스인 - 1,636명 (0.3%)
  - 중국인 - 1,284명 (0.2%)
  - 유대인 - 1,216명 (0.2%)
  - 기타 - 5,146 (0.8%)

## 역사
러시아 혁명 직후인 1918년에 건국되었다. 그러나 제2차 세계 대전 중인 1941년 8월에 이오시프 스탈린에 의해 강제로 해체되었고 그 곳에 살고 있던 독일인은 중앙 아시아로 강제 이주당하였다.

## 현황
1941년 볼가 독일인 ASSR은 볼고그라드주와 사라토프주로 분할되어 오늘날에 이르고 있다.
1965년에「볼가 독일인 추방령」이 공식으로 철회되었고 무효가 되었으나, 볼가독일인 자치공화국의 재건은 이루어지지 않았다. 소련 붕괴 이후, 1990년대에 많은 볼가 독일인들이 귀국권을 얻어 서독으로 출국했다.
현재 러시아 내에 살고 있는 독일인은 2002년 기준으로 597,212명이다.

## 같이 보기
- 소비에트 연방
- 유대인 자치주
- 볼가 독일인